# Achot Gabriélian
Achot Gabriélian (en arménien Աշոտ Գաբրիելյան), né le 13 décembre 1979 à Surenavan, est un poète arménien.
Achot Gabriélian a publié trois recueils de poèmes.